# Kanton Auch-2
Der Kanton Auch-2 ist seit 2015 ein französischer Wahlkreis in der Region Okzitanien. Er liegt im Arrondissement Auch des Départements Gers. Der Sitz der Verwaltung befindet sich in der Stadt Auch.

## Geographie
Der Kanton liegt in der Mitte des Départements. 

## Geschichte
Der Kanton wurde am 22. März 2015 im Rahmen der Neugliederung der Kantone neu geschaffen. Seine Gemeinden gehörten bis 2015 zu den Kantonen Gimont (9 Gemeinden) und Auch-Nord-Est (4 Gemeinden). 

## Gemeinden
Der Kanton besteht aus 14 Gemeinden und Gemeindeteilen mit insgesamt 10.420 Einwohnern (Stand: 1. Januar 2022) auf einer Gesamtfläche von 184,14 km²:
| Gemeinde      | Einwohner 1. Januar 2022 | Fläche km² | Dichte Einw./km² | Code INSEE | Postleitzahl |
| ------------- | ------------------------ | ---------- | ---------------- | ---------- | ------------ |
| Ansan         | 74                       | 7,76       | 10               | 32002      | 32270        |
| Auch          | 6.236                    | 25,92      | 241              | 32013      | 32000        |
| Aubiet        | 1.127                    | 38,96      | 29               | 32012      | 32270        |
| Blanquefort   | 43                       | 3,33       | 13               | 32056      | 32270        |
| Juilles       | 229                      | 13,86      | 17               | 32165      | 32200        |
| L’Isle-Arné   | 187                      | 6,97       | 27               | 32157      | 32270        |
| Lahitte       | 233                      | 5,03       | 46               | 32183      | 32810        |
| Leboulin      | 344                      | 8,91       | 39               | 32207      | 32810        |
| Lussan        | 226                      | 12,83      | 18               | 32221      | 32270        |
| Marsan        | 464                      | 14,93      | 31               | 32237      | 32270        |
| Montégut      | 588                      | 11,42      | 51               | 32282      | 32550        |
| Montiron      | 138                      | 10,54      | 13               | 32288      | 32200        |
| Nougaroulet   | 385                      | 15,79      | 24               | 32298      | 32270        |
| Saint-Caprais | 146                      | 7,89       | 19               | 32467      | 32200        |
| Kanton Auch-2 | 10.420                   | 184,14     | 57               | 3205       | –            |

1. ↑   Nur der südöstliche Teil der Gemeinde, der Rest verteilt sich auf die Kantone  Auch-1 und Auch-3.

## Wahlen zum Rat des Départements Gers
Bei den Wahlen am 22. März 2015 erzielte keine Partei die Mehrheit. Bei der Stichwahl im 2. Wahlgang am 29. März 2015 gewann das Gespann Laurence Labedan/André Laran (PS) gegen Brigitte Labedan/Pierre Tabarin (Divers droite) mit einem Stimmenanteil von 56,70 % (Wahlbeteiligung:55,12 %).